# العلاقات المالطية الهايتية
العلاقات المالطية الهايتية هي العلاقات الثنائية التي تجمع بين مالطا وهايتي.

## مقارنة بين البلدين
هذه مقارنة عامة ومرجعية للدولتين:
| وجه المقارنة                                              | مالطا                                                     | هايتي                                |
| --------------------------------------------------------- | --------------------------------------------------------- | ------------------------------------ |
| المساحة (كم2)                                             | 316                                                       | 27.75 ألف                            |
| عدد السكان (نسمة)                                         | 465.29 ألف                                                | 10.98 مليون                          |
| الكثافة السكانية (ن./كم²)                                 | 147.24 ألف                                                | 395.68                               |
| العاصمة                                                   | فاليتا                                                    | بورت أو برانس                        |
| اللغة الرسمية                                             | اللغة المالطية، لغة إنجليزية                              | لغة فرنسية، اللغة الكريولية الهايتية |
| العملة                                                    | يورو، ليرة مالطية                                         | جوردة هايتية                         |
| الناتج المحلي الإجمالي (بليون دولار)                      | 12.54 مليار                                               | 8.41 مليار                           |
| الناتج المحلي الإجمالي (تعادل القوة الشرائية) بليون دولار | 14.68 مليار                                               | 18.82 مليار                          |
| الناتج المحلي الإجمالي الاسمي للفرد دولار أمريكي          | 22.60 ألف                                                 | 818                                  |
| الناتج المحلي الإجمالي للفرد دولار أمريكي                 |                                                           | 1.73 ألف                             |
| مؤشر التنمية البشرية                                      | 0.839                                                     | 0.483                                |
| رمز المكالمات الدولي                                      | +356                                                      | +509                                 |
| رمز الإنترنت                                              | .mt                                                       | .ht                                  |
| المنطقة الزمنية                                           | توقيت وسط أوروبا، ت ع م+01:00، ت ع م+02:00، أوروبا/مالطا ‏ | 00                                   |

## منظمات دولية مشتركة
يشترك البلدان في عضوية مجموعة من المنظمات الدولية، منها:
| علم المنظمة | اسم المنظمة                               | تاريخ انضمام مالطا | تاريخ انضمام هايتي |
| ----------- | ----------------------------------------- | ------------------ | ------------------ |
|             | البنك الدولي للإنشاء والتعمير             | 26 سبتمبر 1983     | 8 سبتمبر 1953      |
|             | منظمة التجارة العالمية                    | ?                  | ?                  |
|             | المركز الدولي لتسوية المنازعات الاستشارية | 3 ديسمبر 2003      | 26 نوفمبر 2009     |
|             | منظمة حظر الأسلحة الكيميائية              | ?                  | ?                  |
|             | الأمم المتحدة                             | 1 ديسمبر 1964      | 24 أكتوبر 1945     |
|             | منظمة الشرطة الجنائية الدولية             | ?                  | ?                  |
|             | وكالة ضمان الاستثمار متعدد الأطراف        | 12 سبتمبر 1990     | 11 ديسمبر 1996     |
|             | يونسكو                                    | 10 فبراير 1965     | 18 نوفمبر 1946     |
|             | مؤسسة التمويل الدولية                     | 1 يونيو 2005       | 20 يوليو 1956      |
|             | الاتحاد البريدي العالمي                   | ?                  | ?                  |
|             | الاتحاد الدولي للاتصالات                  | 1965               | 10 أكتوبر 1927     |

## وصلات خارجية
- موقع وزارة الخارجية المالطية
- موقع وزارة الخارجية الهايتية